# Vicetone
Vicetone (prononcé : /ˈvaɪsˌtəʊn/) est un groupe de house néerlandais. Il est composé de Ruben den Boer et de Victor Pool, nés respectivement le 22 janvier et le 9 juillet 1992 dans la même ville de Groningue. En 2013, ils atteignent la 60e place en tant que nouvelle entrée au classement des 100 meilleurs disc jockeys mondiaux, établi par le DJ Magazine. En 2014, ils montent de 24 places, pour se classer 36e. Ils incarnent la « relève néerlandaise » en musique électronique avec, entre autres, Oliver Heldens, Dannic, Martin Garrix, Dyro et Bakermat.

## Biographie
Tous les deux amateurs de musique électronique depuis l'enfance, Victor et Ruben se rencontrent à leurs 15 ans, à l'école, où ils partagent leurs goûts musicaux et les différentes chansons qu'ils ont entendues. Influencés par des artistes comme Tiësto, Eric Prydz ou Swedish House Mafia. Plus tard, étant de bons amis, ils ont l'idée de créer eux-mêmes leur groupe. Début 2012, ils commencent à produire de la house, mais, plus spécifiquement de la house progressive. Dans la même année, ils signent avec Monstercat et dévoilent une de leurs chansons Heartbeat en collaboration avec Collin McLoughlin qui est bien accueillie par leurs nouveaux fans et auditeurs.
Ils comptent de nombreux remixes d'artistes de renom tels qu'Adele, Calvin Harris, Maroon 5, Zedd, ou encore Flo Rida. En juillet 2013, ils sont apparus au Nothing Toulouse : North American Tour de Nicky Romero, où ils y ont joué en trio avec leur compatriote. Le 16 octobre, ils participent à l'Amsterdam Dance Event, au Protocol Recordings Label Night. En novembre de la même année, ils ont rejoint le duo de disc jockeys et producteurs australiennes, NERVO durant leur tournée #nationNERVO au Mexique pour deux soirs, à Mexico et à Guadalajara.
En 2014, Vicetone compose beaucoup, et notamment Let Me Feel en collaboration de nouveau avec Nicky Romero, United We Dance et What I've Waited For en collaboration avec D. Brown, titres les plus joués du duo dans le monde cette année, accroissant leur notoriété internationale. Ils jouent également lors de l'Ultra Music Festival la même année. Leur succès majeur de cette année reste Let Me Feel, classé à la première place des ventes sur Beatport. Ils jouent ensuite au festival TomorrowWorld d'Atlanta.
Vicetone annonce également la composition d'un nouveau single intitulé United We Dance, musique de l'aftermovie de l'Ultra Music Festival puis publié sur le label Ultra Records début novembre.
2015 est une année à succès pour les deux néerlandais. Une collaboration durable semble se former avec la chanteuse Kat Nestel, trois singles ont déjà été enregistrés depuis le début de l'année avec la vocaliste : No way out (n°4 du  Top 100 sur Beatport), Angels (n°27 du Top 100 sur Beatport), et Nothing stopping me now, dont la sortie est prévue mi-juillet, toujours chez Ultra Records, où ils semblent par ailleurs s'y être installés durablement depuis quelque temps.
Riot Games le studio de League of Legends propose une nouvelle musique appelée Project Yi de leur album Warsong, musique créée par Vicetone ainsi que d'autres artistes[réf. nécessaire].  Le duo contribue également le 5 juillet 2017 à l'ajout de musique dans le jeu Rocket League avec leur morceau Apex dans le prochain album, Rocket League x Monstercat.

## Discographie

### Albums
En Avril 2021, Vicetone sort son premier album mélangeant singles sortis l'année précédente, et nouveaux titres fidèles à la vibe du duo néerlandais. L'album est disponible sur de nombreuses plateformes musicales en ligne, et des vinyles sont proposés à la vente.

### Singles promotionnels
| Année | Titre                                 | Album                         |
| ----- | ------------------------------------- | ----------------------------- |
| 2011  | Twenty                                | Twenty - Single               |
| 2012  | Stars                                 | Monstercat 010 - Conquest     |
| 2012  | Harmony                               | Monstercat 011 - Revolution   |
| 2012  | Hope (feat. Barack Obama)             | Hope - Single                 |
| 2012  | California                            | California - Single           |
| 2012  | Heartbeat (feat. Collin McLoughlin)   | Monstercat 012 - Aftermath    |
| 2013  | Tremble                               | Tremble - Single              |
| 2013  | Beast (Vicetone vs. Nico Vega)        | Beast - Single                |
| 2014  | What I've Waited For (feat. D. Brown) | What I've Waited For - Single |
| 2017  | Apex                                  | Rocket League x Monstercat    |

### Singles
- 2013 : Heartbeat (feat. Collin McLoughlin)
- 2013 : Stars (feat. Jonny Rose)
- 2013 : Beast (avec Nico Vega)
- 2013 : Tremble
- 2013 : Chasing Time (feat. Daniel Gidlund)
- 2013 : The New Kings (avec Popeska & Luciana)
- 2014 : Lowdown
- 2014 : White Lies (feat. Chloe Angelides)
- 2014 : Ensemble
- 2014 : Astronomia 2014 (avec Tony Igy)
- 2014 : Heat
- 2014 : Let Me Feel (avec Nicky Romero & When We Are Wild)
- 2014 : United We Dance
- 2014 : What I've Waited For (feat. D. Brown)
- 2015 : No Way Out (feat. Kat Nestel)
- 2015 : Follow Me (feat. JHart)
- 2015 : Angels (feat. Kat Nestel)
- 2015 : Nothing Stopping Me (feat. Kat Nestel)
- 2015 : Catch Me
- 2015 : I'm On Fire
- 2016 : Pitch Black
- 2016 : Bright Side (feat. Cosmos & Creature)
- 2016 : Don't You Run (feat. Raja Kumari)
- 2016 : Siren (feat. Pia Toscano)
- 2016 : The Otherside
- 2016 : Green Eyes
- 2016 : Is This Love (avec la voix de Bob Marley)
- 2016 : Anywhere I Go
- 2016 : Nevada (feat. Cozi Zuehlsdorff)
- 2016 : Landslide (feat. Youngblood Hawke)
- 2017 : I Hear You
- 2017 : Apex
- 2017 : Collide (feat. Rosi Golan)
- 2018 : Fix You
- 2018 : Way Back (feat. Cozi Zuehlsdorff)
- 2018 : Walk Thru Fire (feat. Meron Ryan)
- 2018 : South Beach
- 2018 : Something Strange (feat. Haley Reinhart)
- 2019 : Fences (feat. Matt Wertz)
- 2019 : Feels Like (feat. LAUR)
- 2020 : I Feel Human
- 2020 : Animal
- 2020 : Shadow

### Remixes
- Dillon Francis & Sultan + Ned Shepard - When We Were Young (feat. The Chain Gang Of 1974) (Vicetone Remix)
- Cash Cash - Overtime (Vicetone Remix)
- Krewella - Enjoy the Ride (Vicetone Remix)
- Nicky Romero vs. Krewella – Legacy (Vicetone Remix)
- David Puentez – The One (feat. Shena) (Vicetone Remix)
- Youngblood Hawke – We Come Running (Vicetone Remix)
- Hook N Sling vs. Nervo – Reason (Vicetone Bootleg)
- Cazzette – Weapon (Vicetone Remix)
- Matthew Koma – One Night (Vicetone Remix)
- Nicky Romero & Fedde Le Grand – Sparks (feat. Matthew Koma) (Vicetone Bootleg)
- Doctor P – Bulletproof (feat. Eva Simons) (Vicetone Remix)
- Maroon 5 – Payphone (Vicetone Bootleg)
- Flo Rida – Whistle (Vicetone Remix)
- Zedd – Clarity (Vicetone Remix)
- NERVO – Hold On (Vicetone Remix)
- Adele – Someone Like You (Vicetone Bootleg)
- Calvin Harris – Let's Go (feat. Ne-Yo) (Vicetone Remix)
- Morgan Page – The Longest Road (Vicetone Bootleg)
- Linkin Park & Steve Aoki - A Light That Never Comes (Vicetone Remix)
- Urban Cone - Come Back To Me (feat. Tove Lo) (Vicetone Remix)
- Tiësto & Hardwell – Colors (feat. Andreas Moe) (Vicetone Remix)
- Little Boots - No Pressure (Vicetone Remix)
- Warsong - Project Yi (Vicetone Remix)
- Dua Lipa - New Rules (Vicetone Remix)
- The Weeknd - Starboy (feat. Daft Punk) (Vicetone Remix)
- The Knocks - Ride or Die (feat. Foster The People) (Vicetone Remix)
- The Weeknd - Save Your Tears (Vicetone Remix)